# Hyundai Tucson
El Hyundai Tucson és un vehicle tot camí del segment D produït pel fabricant sud-coreà Hyundai des de l'any 2004. El nom Tucson és el topònim anglès per a la ciutat de Tucson d'Arizona (Estats Units).
El Tucson és un cinc places amb carrosseria monobuc de cinc portes; té motor davanter transversal i tracció davantera o a les quatre rodes, en tots els casos sense reductora. Els principals rivals asiàtics del Tucson són: Nissan Patrol i Toyota Highlander.

## Primera generació (2004-2009)

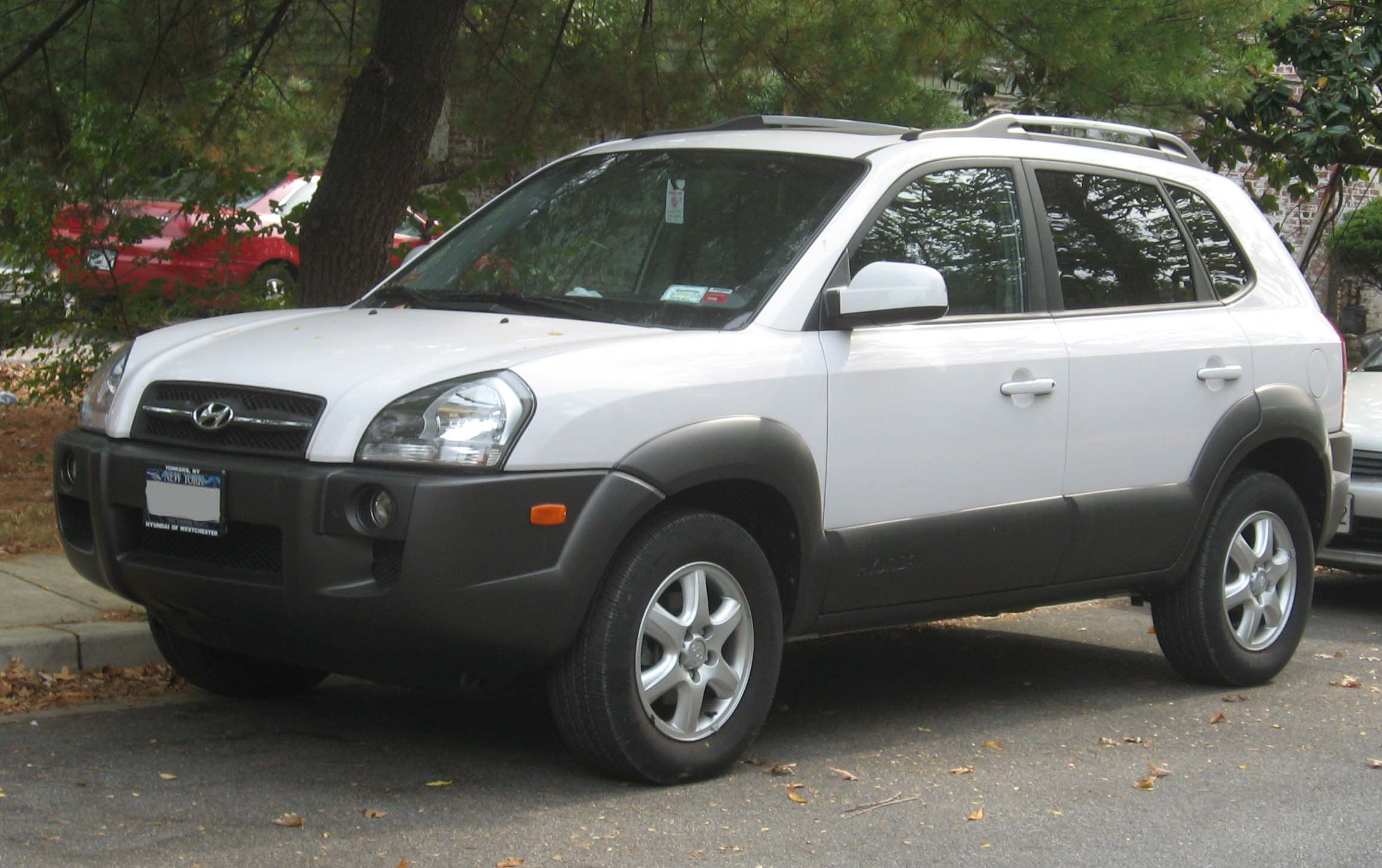
Hyundai Tucson

El Tucson de primera generació es va posar a la venda l'any 2004. El seu xassís mono casc és el mateix del Kia Sorento i similar al del Hyundai Tuscani.
Els dos motors de gasolina són un quatre cilindres en línia de 2.0 litres de cilindrada i 140 CV de potència màxima, i un V6 de 2.7 litres i 175 CV, els dos atmosfèrics i amb quatre vàlvules per cilindre. El Dièsel és un quatre cilindres en línia de 2.0 litres i 113 o 140 CV, amb turbocompressor de geometria variable, injecció directa common-rail, intercooler i quatre vàlvules per cilindre.

## Segona generació (2009-Present)

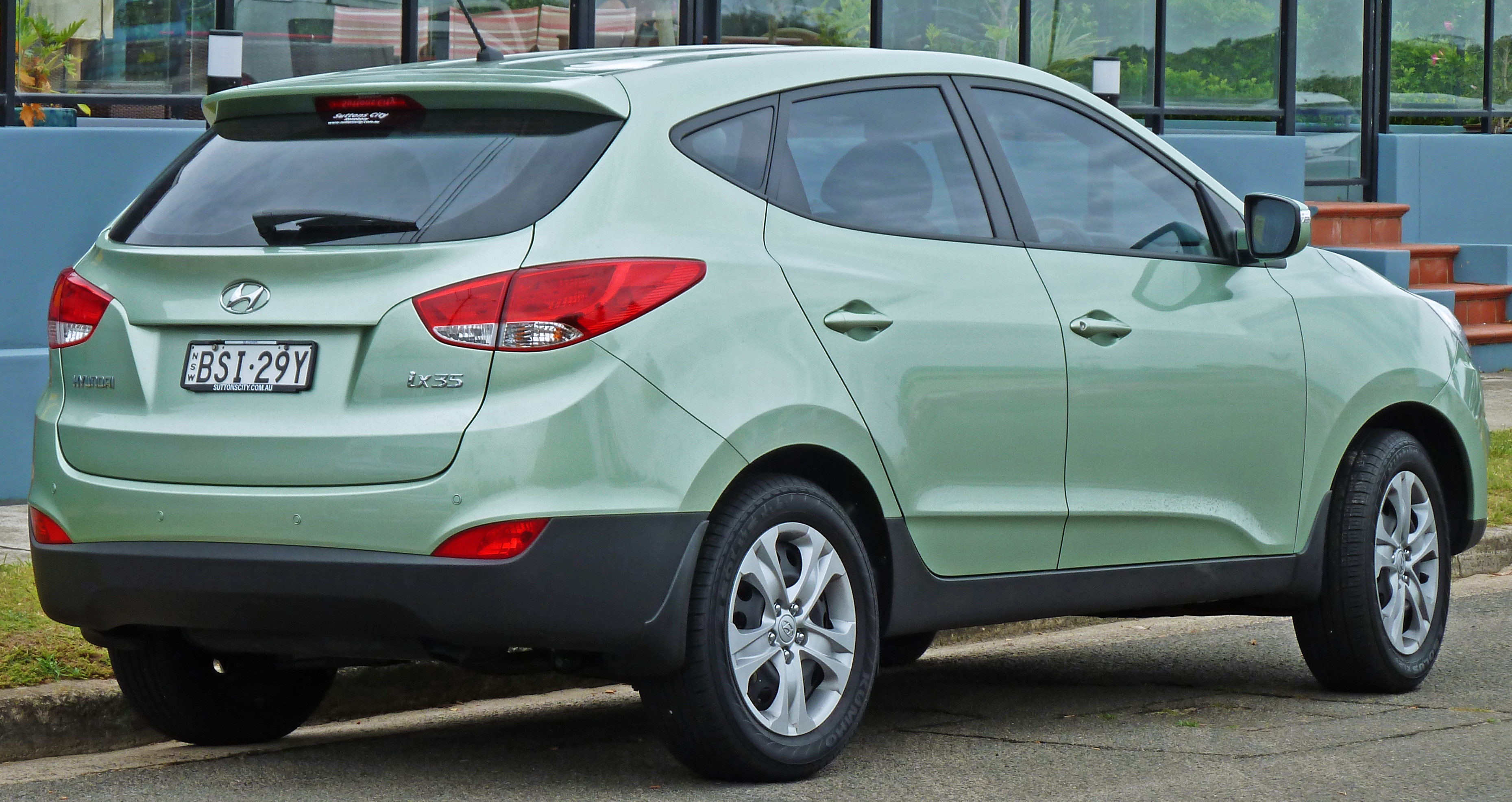
2010 Hyundai ix35 (LM) Active (Austràlia)

La segona generació del Tucson es va presentar al públic en el Saló de l'Automòbil de Frankfurt de 2009. La seva denominació és Tucson ix a Corea del Sud i ix35 a Europa i Amèrica. El model es fabrica a Corea del Sud i la República Txeca. Els dos motors són un gasolina atmosfèric de quatre cilindres en línia, 2.0 litres i 166 CV, i un Dièsel de quatre cilindres en línia i 2.0 litres en variants de 136 o 184 CV. A finals del 2010 s'afegí un de gasolina de 1.6 litres i 140 CV i un Dièsel de 1.7 litres i 115 CV, els dos amb ralentí.